# Sjælsø
Sjælsø är en sjö i Danmark. Den ligger i Region Hovedstaden, i den östra delen av landet. Sjælsø ligger 17 meter över havet.  Arean är 2,3 kvadratkilometer. Den ligger på ön Sjælland. Den högsta punkten i närheten är 57 meter över havet, 1,1 km sydväst om Sjælsø. Trakten runt Sjælsø består i huvudsak av gräsmarker. Den sträcker sig 1,3 kilometer i nord-sydlig riktning, och 3,0 kilometer i öst-västlig riktning. Utloppet är Usserød Å.